# کنستانتین استنچیو
کنستانتین استنچیو (انگلیسی: Constantin Stanciu؛ زادهٔ ۱۳ آوریل ۱۹۱۱) یک بازیکن فوتبال اهل رومانی است.
وی همچنین در تیم ملی فوتبال رومانی بازی کرده‌است.